# Оріхово (Сернурський район)
Орі́хово (рос. Орехово, марій. Орехово) — присілок у складі Сернурського району Марій Ел, Росія. Входить до складу Чендемеровського сільського поселення.

## Населення
Населення — 92 особи (2010; 82 у 2002).
Національний склад (станом на 2002 рік):
- марі — 100 %